# マスドライバー

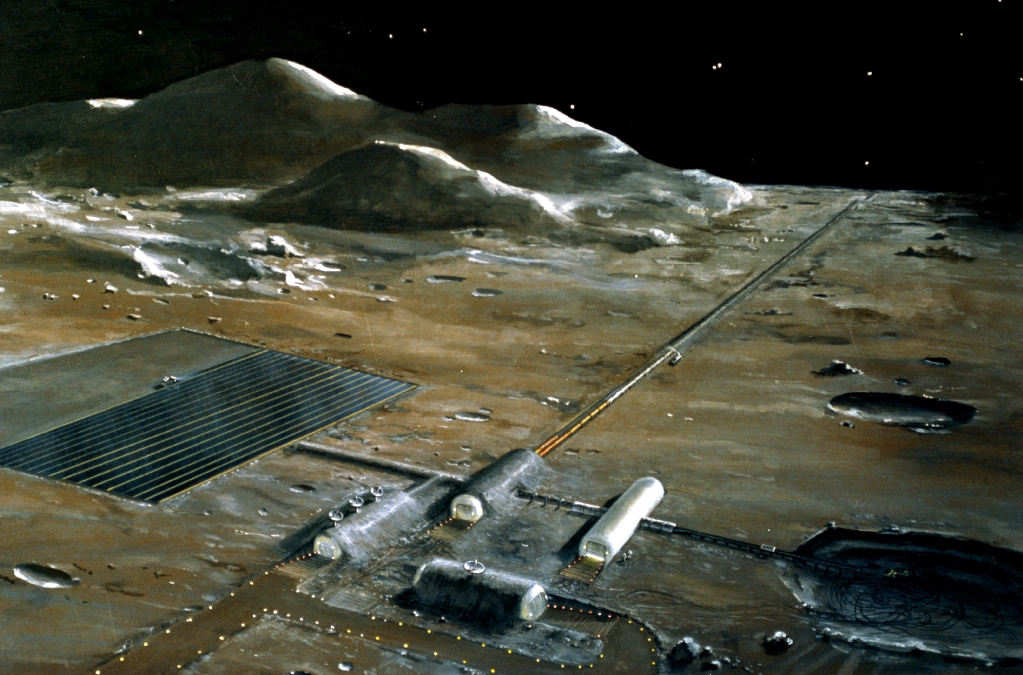
月面基地のマスドライバー（NASAの想像図）

マスドライバー (Mass driver) は、惑星の衛星軌道上や衛星の周回軌道上に物資輸送を大量輸送に向くよう効率良く行うための装置・設備・施設で、地上から第一宇宙速度にまで加速した輸送コンテナなどを「放り上げる」物（ただしSFなどに登場するロケットを使用した段階式ではマスドライバーだけで第一宇宙速度までは到達しない）。
この装置は実用化に向けて様々な研究もなされており、宇宙を舞台としたSF作品にしばしば登場する（大規模なカタパルトとも言える）。

## 概要
マスドライバーとは宇宙に大量の物資を輸送するために考案された物で、端的に言えば「コンテナを積んだ巨大な砲弾を打ち上げるための大砲」のような物である。このいささか乱暴にも聞こえるアイデアの原型は、1865年にジュール・ヴェルヌの発表した、『地球から月へ』（日本では『月世界旅行』という作品名で知られている）という作品の中で登場した270mもの砲身を持つコロンビヤード砲である。
ロケット噴射によって衛星軌道にまで上がることや、更にはもっとも近い天体である月に人を送り、無人探査機を他の天体に送ることは可能であるが、ロケットによる打ち上げは膨大な費用がかかるため（2020年代現在の技術では低軌道で1キログラムあたり約30万円ほど）、これをもっと安価に行う方法として発案されたのがマスドライバーである。
現在考えられているものの動力には、弾体の通過に合わせて巨大な砲身に数段階に別けて高圧ガスや炸薬を注入して加速する方法（多薬室砲など）やライトガスガン、電磁石の反発力で段階的に加速・射出するためにコイル（ソレノイド）の中を弾を通過させるもの（コイルガンなど）、更には二本のレール間に高電位をかけ伝導体で出来た弾体か導体を後方に貼り付けた弾体をレール間に挟んで、弾体そのものか弾体の後方に発生したプラズマにかかるローレンツ力による反発で弾体を加速・射出するレールガン等がある。また射出用コンテナの代わりにロケットを砲身に突っ込んで、ロケットを外部から加速して打ち上げる複合的な案もあり、ロケットの燃料節約や積載量の拡大が期待されている。
一方、打ち上げられた弾体には、基本的に推進装置がないため、一度宇宙空間に飛び出してしまえば、慣性の法則に従って飛んで行くだけになる。そこで打ち上げられたコンテナを宇宙空間で受け止めるマスキャッチャーと呼ばれる、受け取り場所も必要と考えられている。

## 可能性や実用案
地球上から、有人の弾体をマスドライバーで打ち上げるのはかなり乱暴な方法と言わざるを得ない。なぜなら本来は数kmの上昇距離をかけて加速するはずの速度を、砲身の数百m程度の距離で加速するマスドライバーは、弾体に強い加速度がかかるためである。この問題に対して、SF作品の多くは「宇宙船カタパルト」としてのマスドライバーを登場させるなどしている。
マスドライバーは、地球上から有人コンテナを打ち上げるには、加速がかかり過ぎるなどの点で不適切な部分も多いが、地球よりも重力の弱い月や火星などの天体から打ち上げる場合は、非常に有効な射出手段として考えられている。
なお、NASAでは永久磁石を用いるインダクトラックが補助的なマスドライバーとして利用できる可能性があると考え、研究資金を提供している。

### ローンチ・リング
アメリカ空軍とローンチ・ポイント社が共同で研究を進めている。巨大な円形のレール上を回りながらレールガンの原理を利用して加速し、第一宇宙速度に達した時点で発射用のレールに入り打ち上げられる。この方法は約2000Gの加速度がかかるため精密機器を除く物資の輸送に使われるものと思われる。

### スリンガトロン
アメリカ陸軍が研究を進めている。渦巻状のレールの上にボールを載せた状態でレールの円心から外れた位置を中心として回転させるとボールが外側にいくにつれて徐々に加速していく原理を応用する。実際には特殊なメカニズムを利用した円形のものを使う。

### SpinLaunch
アメリカのベンチャー企業が開発している。

## 登場作品

### 小説
『月は無慈悲な夜の女王』月から農業生産物を地球に輸送する手段として月面マスドライバーが登場。後に月独立組織により、地球を月の大岩で戦略爆撃する対地球兵器「イヴァンのハンマー」として転用される。また、地球から有機物を月に輸送する手段として地球上にマスドライバーを建設することも作中で提案されている。
『妖精作戦』
地球と月とを結ぶ定期連絡線射出機として登場。主人公達がシャトルによる脱出に使用した。
『大渦巻II』
短編集太陽からの風に収録。月面からマスドライバーにより飛び立った貨物船が、打ち上げ直前の停電によりわずかに脱出速度が足りず、月へ落下することがわかった。たった一人の乗員である男は、管制センターとともに生き残るすべを探る。
『航空宇宙軍史』
作中では外惑星から地球圏への重水素の輸送に大規模に利用されているなど様々な用途に活用されており、攻撃にさらされた非武装のマスドライバーが危機を脱するため知恵を絞る話（火星鉄道一九）や、マスドライバーで発射されたタンカーをキャッチする側が主役の話（ドン亀野郎ども）など、戦争を描きつつも、本来のマスドライバーの技術的側面を意識した作品が多い。
『未来の二つの顔』
推論能力を備えたコンピュータに月面の丘陵の掘削を命じたところ、配下のマスドライバーの駆動力を減じて貨物で「爆撃」、丘陵を丸ごと粉砕する手法を勝手に考案して実行。現場で巻き添えを食らった工事担当者ならびにコンピュータ技術者を恐怖させた。これを契機としてより高度な人工知能の開発がはじまる。
『キノの旅』
本来の使い方である宇宙空間への移送ではなく、世界全土を射程内とする砲台として登場。世界を掌握すべく他の国に知られないために日時計に偽装し建造されていた。完成した後に「世界で一番遠いところ」に試験発射をしたが、発射された弾道は世界一周してしまい、結果として国を滅ぼしてしまった。
『ふわふわの泉』
高校在学中に偶然から新素材を開発したヒロインが、生産や様々な応用を行う中でマスドライバーを高空に建設する。
『ウロボロスの波動』
太陽系の近くに発見されたブラックホールから人工降着円盤を作りエネルギーを取り出すプロジェクトAADDは、そのまま地球圏と異質な社会を構築するようになった。地球とAADDの摩擦を描く連作短編集の中に、マスドライバーによって軌道エレベータヘテロを試みるものがある。
『機動戦士ガンダムUC』
地球連邦宇宙軍ロンド・ベル隊所属のリディ・マーセナス少尉が、ネオ・ジオンのミネバ・ザビと共に地球へ降下する際、乗機であるデルタプラスをマスドライバーで射出して燃料を節約した。

### アニメ
『宇宙の騎士テッカマン』
主人公たちの乗る宇宙船は通常は地上におり、出動時にマスドライバーで宇宙に発進している。宇宙船の後部に2段式のロケットブースターを接続し、軌道上で2段階の加速を経て射出される。
『ガンダムシリーズ』
『機動戦士Ζガンダム』をはじめとした宇宙世紀シリーズ
月面や小惑星基地に設置されており、宇宙船やモビルスーツ（人型兵器）を遠方の宙域へ移動させるための加速を得るために利用された。後年の作品では、定期的に地球から宇宙（スペースコロニーなど）に向け、人間および個人の財産や過去の貴重な遺産などを送り出す施設ともされている。また、完全中立を謳う宇宙引越公社によって運営され、ヨーロッパのアーティ・ジブラルタルに設置されたほか、地球を岩塊で爆撃する兵器としても転用された。
『∀ガンダム』
宇宙船がザックトレーガー（ロトベーター）へアプローチするため、南アメリア・マニューピチに作られた施設。長年遺跡状態にあったが、ウィルゲムの飛翔のために復元された。
『機動戦士ガンダムSEED』をはじめとしたコズミック・イラシリーズ
オーブ連合首長国などの赤道付近にて、戦艦などを地上から宇宙空間へ飛翔させるための施設として登場する。初期加速にレールを使用し、多段式ロケットなどで段階加速を行い、地球の重力圏から脱出する。オーブの保有する「カグヤ」のほか、南アフリカ統一機構の保有する「ビクトリア」、東アジア共和国の保有する「カオシュン」、南アメリカ合衆国の保有する「パナマ」が存在する。
『機甲戦記ドラグナー』
典型的用途である月面採掘用の施設として登場。地球を岩塊で爆撃する兵器として転用された。
『翠星のガルガンティア』
ロストテクノロジーとして登場。ただし、本来の用途ではなく曲射砲として利用された。
『モルダイバー』
外宇宙航行船「魁」の出動時、富士山に設置されたマスドライバーで宇宙に発進している。
『宇宙戦艦ヤマト2202 愛の戦士たち』
第1章「嚆矢篇」で進宙式に臨んだアンドロメダ級4隻（戦艦型・空母型各2隻）が、マスドライバーを使用して進宙する。なお、4隻はいずれも射出直後にワープインしているため、大気圏内でのワープ可能速度への加速用と見られる。

### 漫画
『遊撃宇宙戦艦ナデシコ』
草薙の剣を月基地から木星軌道上のナデシコへ移送するためにマスドライバーを使用している。打ち出された草薙の剣は、木星のラグランジュポイントにあるマスキャッチャーで回収される。
『MOONLIGHT MILE』
和名は「質量駆動機」。地球軌道まで月の資源を安価に送り出すための輸送システムとして登場。コンテナにはAIが積まれており、プログラムにより軌道修正を自動で行う。ISA長官ゲンズブールによりウッドブリッジ暗殺計画に使用された。
『プラネテス』
直接登場はしないが、作中での会話から外宇宙に到達可能なマスドライバーが月面に存在することが確認できる。
『とっても少年探検隊』
スペースコロニーの材料である妄想竹(もうそうちく)を林ごと打ち上げるための装置が登場する。巨大ししおどしで引いた弓で打ち上げる。
『銃夢 LastOrder』
両腕がマスドライバーになっているサイボーグが登場する。
『2001夜物語』
地球の衛星軌道に火薬式のコンテナ射出ステーション「ミッドナイト・バズーカ」が登場する。

### ゲーム
『エアフォースデルタ ブルーウィングナイツ』
軌道エレベーター施設「ケイロン・タワー」が完成するまで宇宙への物資輸送手段として使用されていたウラノメトリア基地。大型リニアユニット射出カタパルトを2基装備するこの基地は、この手の発射基地の中でも最大級の大きさを誇る。ケイロン完成後、E.D.A.F.によって引き取られSEEKERの運用に使用されていた。 開戦後、敵の奇襲によりカタパルト1基が破壊されている。MISSION19 上昇限界点で敵の機動兵器によってケイロンが破壊された後、代替手段として宇宙への戦域移動のため、MISSION21 新たなる宙へおよびMISSION22 翼の決断においてデルタ中隊は、シャトル離陸の支援のため出撃する。
『エースコンバット5』
オーシア連邦とユークトバニア連邦共和国が共同管理するバセット国際宇宙基地に、軌道施設建造の為の資材打ち上げの手段として建造されている。全長約12km。
劇中ではオーシア・ユークトバニア間での環太平洋戦争勃発に伴い基地共々オーシアの管理下に置かれており、MISSION06 白い鳥Iにおいて、プレイヤーの所属する部隊は、アークバード再武装化のための資材を搭載したオーシアのSSTOの打ち上げを護衛した。実はこの際にマスドライバー破壊を目的に侵攻したユークトバニア軍は、軍縮の際に建造途中のまま放棄されたオーシアの戦略衛星軌道砲（SOLG）の建造再開阻止も主任務としており、後にマスドライバーから打ち上げられた資材によってSOLGが完成することとなる。
『エースコンバット7』
ユージア大陸南部タイラー島の航空宇宙基地に建造されている。元々ユージア諸国の宇宙開発連合によって建造されたものだが、オーシア主導による軌道エレベーター建設に伴い段階的に宇宙への打ち上げは打ち切られ、現在は軌道エレベーター防衛用無人航空機「アーセナルバード」やその補給機の打ち上げ基地として転用されており、宇宙空間への物資搬送の機能を失っている。
なお、アーセナルバード打ち上げの際には、機体本体に補助用固体ロケットブースターを多数装着している。
『夜明け前より瑠璃色な』
軌道重力トランスポーターの名で地球と月面に1基ずつ配置されていて、対の装置が打ち出されたものを受け止める重力制御式の物流システムとして製作された。外見は四角錐型で高さ60m程。
地球から月へ大量物資や人員を送る為に使われてきたが、後のオイディプス戦争では兵器として転用され、対の装置を狙わず街への砲撃に使用された。ゲームの舞台である「満弦ヶ崎中央連絡港市」の入り江（満弦ヶ崎湾）は、その攻撃によってできたクレーターである。戦後も双方の装置は形を残しているがその機能については忘れ去られており、地球側ではモニュメントとして公園のシンボルになっていた。
『ポリスノーツ』
主人公たちが月面基地からコロニーへの脱出に使われた。射出用の動力源にはリニアモーターを使用。
『アインハンダー』
総重量30万トンに達する宇宙戦闘艦の打ち上げに、マスドライバーに似た施設が使われる。艦はそれ自身に搭載されたロケットブースターで推進する。
『ファイナルファンタジーVIII』
作中に登場する架空の国家、エスタが保有し主人公たちが宇宙へ行く際に使用している。人間を冷凍睡眠状態にして小型のカプセルに搭載しリボルバー状の薬室に装填して発射する。軌道上にはマスキャッチャーが待機している。またそれとは別の物がラグナロクを宇宙に打ち上げるのにもロケットと複合して使用される描写が見られる。
『ゼノギアス』
ゲーム開始時より4000年前に滅んだゼボイム文明がミサイル兵器を射出するために建造した。4000年経過したにもかかわらず保存状態は良好で作中内でナノマシン散布用として使用された。
『メタルマックス3』
研究施設と出射装置兼橋が登場。かつては宇宙開発のために研究していたが、大破壊が発生した際、ノアへの対抗手段として研究を軍事目的に変更。巨大コイルガンとして開発を続けていたが人類がノアに敗北。研究は打ち切りとなった。一応完成はしており、宇宙に打ち出すことは不可能なものの、遠くまでは打ち出せるようになっている。ただし撃ち出すための発電設備が整っておらず、施設内の発電機では撃ち出すまでに百年かかる。
『遊☆戯☆王オフィシャルカードゲーム』
カードとして登場。効果は自分のモンスターがリリースされるたび相手に400ポイントのダメージを与えるカードであったが、現在は禁止カードである。
『Halo:Reach』
敵の戦艦等を撃ち落とすために砲台としてゲーム中に1度だけ登場、使用される。ちなみに、どの規模の戦艦でも全て一撃で落とす。